# Обераар (льодовик)
Льодовик Обераар (нім. Oberaargletscher) розташований в східній частині Бернських Альп в кантоні Берн, Швейцарія. Він є меншим з двох льодовиків — витоків річки Ааре на Бернському високогір'ї.

## Опис
В 1973 році його площа складала 5,82 км² при довжині 4,95 км (з притоками). До 2013 року його довжина скоротилась майже на 400 м..
Льодовик бере свій початок на покритій кригою сідловині Обераарйох (3 216 м.н.м.) між горою Обераархорн та її дочірньою вершиною Обераарротхорн (3463 м.н.м.), після чого тече на схід, затиснений між горою Шойцерхорн (3 456 м.н.м.) з півночі та Аарським гребенем (до 3 132 м.н.м.) з півдня.
Сама сідловина Обераарйох є перемичкою між льодовиками Обеераар та Штудер, рукавом льодовика Фішер.
Язик льодовика закінчується на висоті 2 310 м.н.м. на дальньому кінці льодовикового озера-водосховища Обераар, але при подальшому таненні льодовик скоро відступить і від нього. З озера витікає струмок Обераар, який невдовзі впадає в льодовикове озеро Грімзельзее, приєднуючись там до річки Ааре.
Язик льодовика закінчується на 400 метрів вище, ніж язик льодовика Унтераар (в 19-му сторіччі Унтераар закінчувався на 560 метрів нижче)

## Туризм
Аарські льодовики вже з часів бароко були популярними об'єктами Швейцарії. А з 1827 року стали першим об'єктом дослідження нової галузі науки — гляціології. Тут працювали Франц Йозеф Хугі та, з 1840 р., Луї Агассіс.
На сідловині Обераарйох на висоті 3 256 м.н.м. стоїть прихисток нім. Oberaarjochhütte Schweizer Alpen-Club, який є важливим етапом на високогірному альпіністському маршруті від Льоченталь або Юнгфрауйох в регіон перевалу Грімзель.

## Галерея

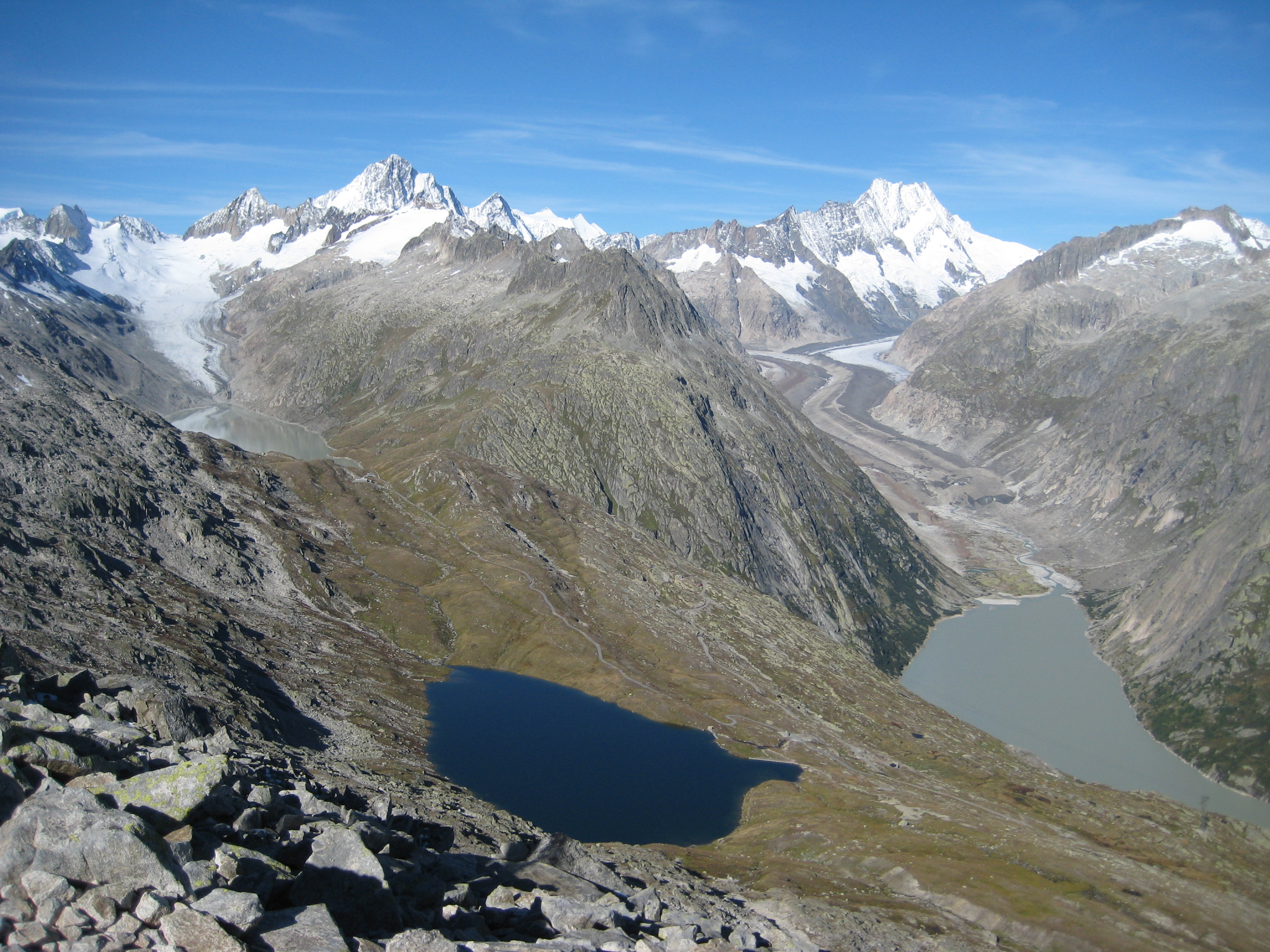
Льодовики Обераар (зліва) та Унтераар (справа), темно-синє озеро на передньому плані - Трібтензее
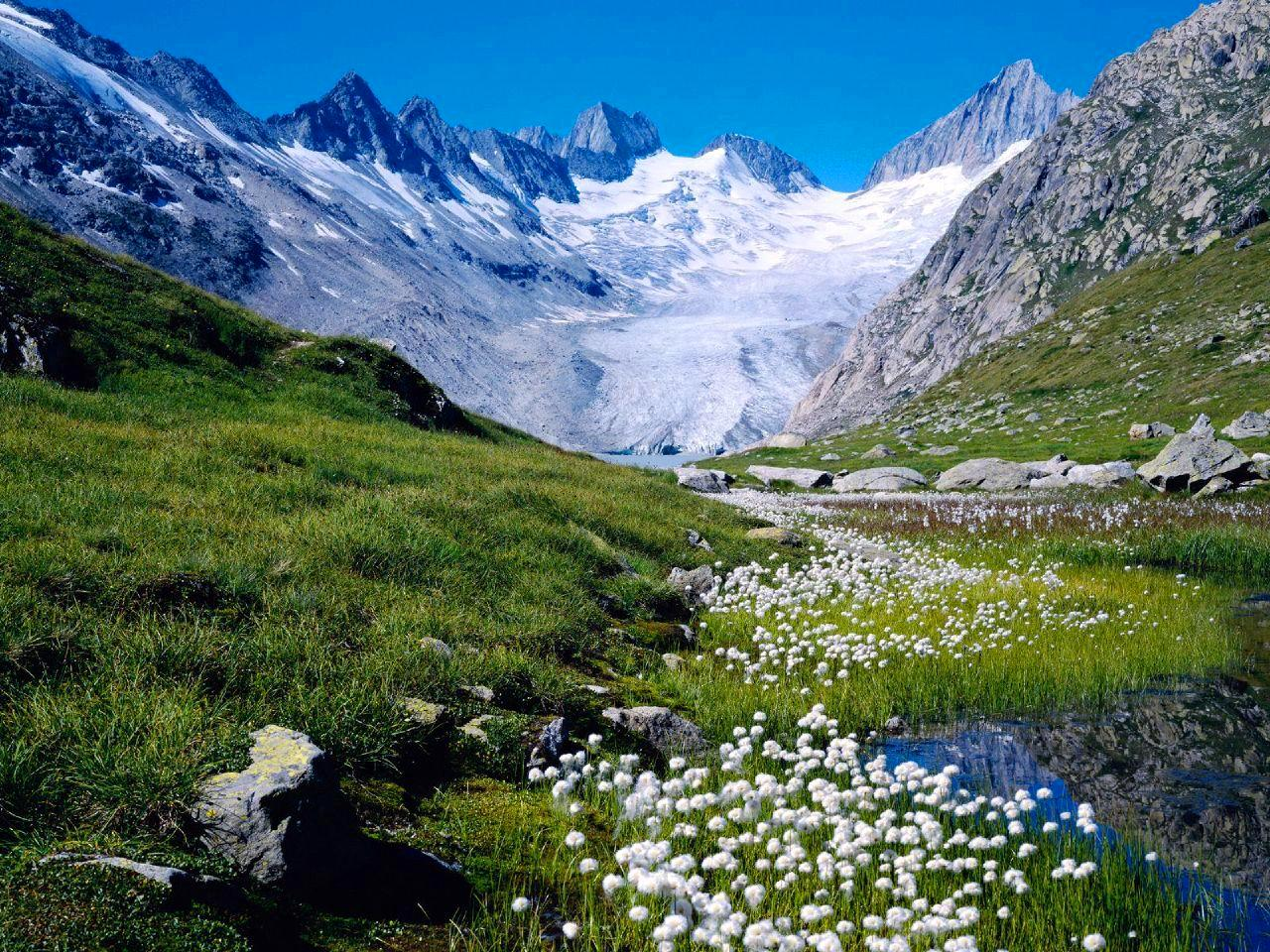
Льодовик Обераар та Обераархорн (справа)
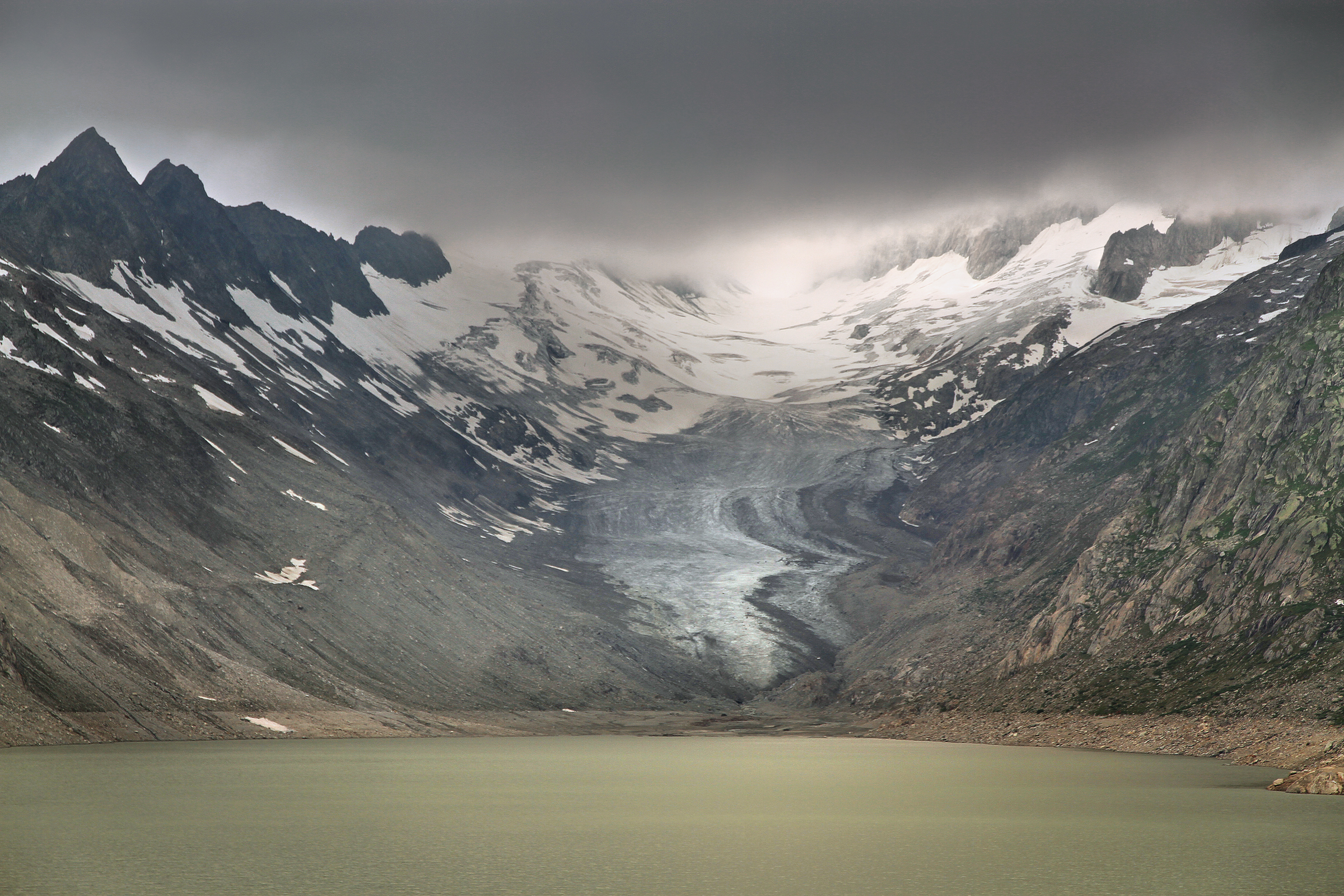
Льодовик Обераар з ближнього берега озера Обераар в липні 2010